# ルシール・アザリロヴィック
ルシール・アザリロヴィック（Lucile Hadžihalilović、1961年5月7日 - ）は、フランスの映画監督、脚本家である。

## 経歴
1961年5月7日、リヨンに生まれる。ボスニア出身の両親を持ち、モロッコで育った。高等映画学院を卒業した。
2004年、『エコール』で長編映画監督デビューを果たす。2015年、『エヴォリューション』を監督する。同作は第40回トロント国際映画祭のヴァンガード部門にて上映された。

## フィルモグラフィー

### 長編映画
- カノン Seul contre tous （1998年） - 編集・製作
- エコール Innocence （2004年） - 監督・脚本
- エンター・ザ・ボイド Enter the Void （2009年） - 脚本協力
- エヴォリューション Évolution （2015年） - 監督・脚本

### 短編映画
- カルネ Carne （1991年） - 編集・製作
- ミミ Mimi （1996年） - 監督・脚本・製作
- ネクター Nectar （2014年） - 監督・脚本